# Stredné Beskydy
Stredné Beskydy – w słowackiej regionalizacji fizyczno-geograficznej jest to część Karpat Zachodnich należąca do Wewnętrznych Karpat Zachodnich (Vonkajšie Západné Karpaty). Obejmuje część Karpat znajdujących się w Słowacji i w Polsce. Najwyższym szczytem jest Babia Góra (1725 m). W tłumaczeniu na język polski Stredné Beskydy to Beskidy Średnie, pojęć tych nie należy jednak utożsamiać. W podziale fizyczno-geograficznym Polski Beskidy Średnie to zupełnie inna część Karpat.
Stredné Beskydy dzielą się na następujące jednostki:
- g1 > Beskid Żywiecki
- g1 > Oravské Beskydy
- g1 > Kysucké Beskydy
- g2 = Góry Kisuckie (Kysucká vrchovina)
- g3 = Magura Orawska (Oravská Magura)
- g4 = Pogórze Orawskie (Oravská vrchovina)
- g5 = Rów Podchoczański (Podbeskydská brázda)
- g6 = Podbeskydská vrchovina[1].

Granice poszczególnych jednostek pokazuje słowacka mapa.